# Lčovice
Lčovice é uma comuna checa localizada na região da Boêmia do Sul, distrito de Prachatice.